# Diachrysia zosimi
Diachrysia zosimi ist ein Schmetterling (Nachtfalter) aus der Familie der Eulenfalter (Noctuidae).

## Merkmale

### Falter
Diachrysia zosimi ist mit einer Flügelspannweite von 32 bis 42 Millimetern ein mittelgroßer Falter aus der Unterfamilie der Goldeulen. Das innerste Wurzelfeld der Vorderflügel ist braun, das anschließende Wurzelfeld bis zum Saumfeld schillert je nach Lichteinfallwinkel glänzend grüngelb oder goldgrün. Die Art ähnelt den Faltern des Artkomplexes Messingeule (Diachrysia chrysitis). Bei zosimi ist das Mittelfeld jedoch niemals durchbrochen, wie hingegen meistens bei der typischen Form der Messingeule. Sofern bei dieser beide messingfarbenen Zonen durch eine ebenfalls messingfarbene Brücke verbunden sind, wie beim Diachrysia tutti-Typ, ist diese Brücke aber meist schmaler als bei zosimi. Weitere Unterscheidungsmerkmale: Die Hinterflügel bei zosimi sind heller braun und haben etwa in der Mitte eine braune Wellenlinie, ebenso ist der Hinterleib des Falters sehr hellbraun pelzig behaart. Am Kopf befindet sich ein deutlich aufgerichtetes sehr dunkelbraunes Haarbüschel, zum Thoraxende gefolgt von weiteren nach hinten gestaffelt abfallenden ebenfalls dunkelbraunen Haarbüscheln.

### Ei
Das Ei ist kugelig, an den Polen abgeflacht und von grünlichweißer Farbe. Vor dem Schlüpfen der Raupe verfärbt es sich dunkler grün.

### Raupe
Die Raupen sind in der Grundfärbung gelbgrün. Sie haben schwach gelbliche oder weißliche Rücken- und Nebenrückenlinien, die zunächst gerade, auf den Abdominalsegmenten aber zickzackförmig verlaufen. Die Stigmen sind hell und fein dunkel umrandet.

### Puppe
Die Puppe ist schwarzbraun, auf der Bauchseite jedoch blaugrün.

## Ähnliche Arten
- Artkomplex Messingeule (Diachrysia chrysitis, Diachrysia tutti)

## Geographische Verbreitung und Lebensraum
Die Hauptverbreitung von Diachrysia zosimi liegt in südlichen und östlichen Regionen Europas und angrenzenden Gebieten, wie dem Tessin, Oberitalien, Bulgarien, Ungarn, Mähren, Polen und der Ukraine. Im deutschsprachigen Raum hat sich die Art seit ihrem Erstauftreten Mitte des zwanzigsten Jahrhunderts weiter ausgebreitet und kommt inzwischen an verschiedenen Plätzen in Niederösterreich und dem Burgenland vor. Die Art gilt als migrationsfähig. Sie bevorzugt feuchte Gegenden mit üppiger Vegetation.

## Lebensweise
Diachrysia zosimi ist nachtaktiv und fliegt auch künstliche Lichtquellen an. Die Weibchen legen die Eier an der Futterpflanze ab, aus denen im Herbst die Raupen schlüpfen und sich dann bevorzugt von den Blättern von Großem Wiesenknopf (Sanguisorba officinalis) ernähren. Sie überwintern und verpuppen sich überwiegend im Mai des folgenden Jahres in einem leichten, weißen Gespinst zwischen den Blättern der Futterpflanze. Die Falter fliegen von Juni bis August in zwei Generationen sowie in günstigen Gegenden in einer unvollständigen dritten Generation im September und Oktober.